# Kevin Maher (escritor)
Kevin Maher (nacido en 1972) es un escritor irlandés. Es conocido principalmente como periodista y crítico de cine, cuyo trabajo ha aparecido en The Times, The Guardian, The Independent y The Observer. Su novela debut, The Fields, fue publicada por Reagan Arthur Books en 2013. Fue incluido en el 2013 Waterstones 11, un premio de libro literario destinado a promover autores debutantes.